# Síugrás
A síugrás olyan téli sport, amelyben a síelők lesiklanak a sáncon, majd a végén, a „sáncasztalon” elrugaszkodnak, és megpróbálnak olyan messzire repülni, amennyire csak lehetséges. Az ugrás hosszára kapott ponthoz hozzáadódik az ugrás stílusára kapott pont, amit öt versenybíró oszt ki. A síugráshoz hosszú és széles sílécet használnak. A síugrásnak ma már van műfüves változata is. Része a téli olimpiák műsorának is.

## Története
A síugrás a norvégiai, azon belül a Telemark megyei Morgedalból ered, de az első rendes versenyt 1862-ben Tyrsilben tartották. Az első széles körű síugróverseny Husebybakkenben volt (Oslo mellett) 1879-ben. Az évente ismétlődő eseményt 1892-től Holmenkollenben rendezték, és azóta is Holmenkollen maradt a síugrók Mekkája.

## Versenyek

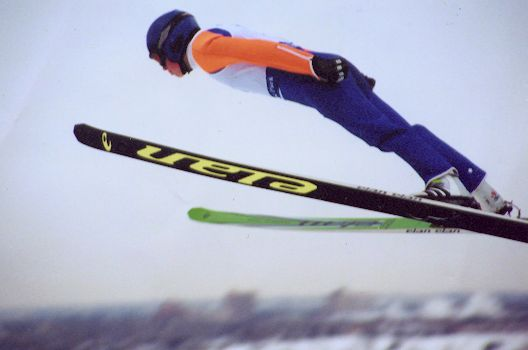
Síugró, Calgary, Kanada

Ma a FIS síugró versenyeket háromféle sáncon tartják.
A sáncok besorolást a leérkező lejtő (ezt felugró lejtőnek nevezik) kialakítása szerint osztályozzák. A legmeredekebb szakasz a lejtő inflexiós pontja, ez alatt van a K (kritikus) pont, amelyen még az ugró leérkezése lágy, a röppálya és a lejtő hegyes szögben találkozik, ez alatt van a kifutó lejtő. A sáncasztal alsó éle és a K pont közötti távolsággal osztályozzák a sáncok méretét.
- „Normálsánc” vagy K90-től K110-ig.
- „Nagysánc” vagy K120-tól K140-ig.
- „Sírepülősánc”, amin a K 240 méter is lehet.

Az egyéni olimpiai verseny egy tréning-ugrásból és két pontozott, „éles” ugrásból áll. A csapatversenyben egy nemzetből négy versenyző vesz részt, akik szintén két sorozatot ugranak. A síugrás az egyik eleme az északi összetett sportnak is.

### Női síugrás
A 2011/12-es szezontól a női ugróknak is rendeznek világkupa sorozatot. Ugyan jóval kevesebb verseny van jelen pillanatban mint a férfi világkupában és az első szezonban még csak normál sáncon rendeztek versenyeket de a női síugrás szépen fejlődik. A történelmi első összetett világkupát az amerikai Sarah Hendrickson nyerte meg óriási fölénnyel. A 2012/13-as szezonban a szezonzárót Oslóban már nagysáncon rendezik. 2012-ben már Nyári GP versenyeket is rendeznek a hölgyek számára és szintén ebben az évben hozták létre a vegyes csapatversenyt is amely ugyanúgy zajlik, mint egy normál csapatverseny, azzal a különbséggel hogy két női és két férfi ugróból áll egy csapat. A vegyes csapatverseny szerepel a 2013-as val di fiemmei északi sí világbajnokság programjában is.

## Pontozás
A síugrás pontozása mára már korántsem olyan egyszerű. A pontszámnak minimum három de akár négy összetevője is lehet. Az ugrók mindenképpen kapnak pontot a távolságukra, a stílusukra és kapnak még bonyolult matematikai képlettel kiszámolt szélkompenzációt is amely hátszél esetében plusz ellenszél esetében mínusz pont. A negyedik összetevő pedig a beülő kompenzáció lehet. Ez akkor kerül képbe ha valami oknál fogva a zsűri úgy dönt hogy fentebb vagy lentebb kell tenni a beülőt (de akár a versenyző edzője is küldheti lentebb a versenyzőt de csak lentebb fentebb nem). A beülő kompenzációt minden sáncnál külön-külön határozzák meg.
Minden sánc alján van egy K-pont (Kalkulációs pont, Kritikus pont). Ezt a pontot a K-vonal jelöli. A K90 és K120-as versenyeken a K-vonal 90 és 120 méteren van.
A versenyzők hatvan pontot kapnak, ha erre a vonalra érkeznek. Ahány méterrel távolabb/közelebb érnek földet, az méterenként normálsáncon 2,0, nagysáncon 1,8, sírepülő sáncon 1,2 pont hozzáadást/levonást jelent.
Emellett öt bíró egy, a sánc mellett lévő toronyból pontozza az ugrás szépségét, stílusát. Maximum 20 pontot adhatnak a stílusra: szilárdan álltak-e a lécek repülés közben, egyensúlyban volt-e a versenyző, a jó testtartásra és a landolásra, amikor is telemark pozícióba kell megérkezni.
Az összpontszám a távolságra adott pontok, a bírói pontszámok (a legnagyobb és a legkisebb kiesik), a szélkompenzáció vagy adott esetben a beülő kompenzáció összege . Az egyéni versenyben az győz, akinek az összpontszáma a legmagasabb.
A síugró világkupán a versenyek után a FIS a következő pontrendszert használja: 1. hely 100 pont, 2. hely 80 pont, 3. hely 60 pont, 4. hely 50 pont, 5. hely 45 pont, 6. hely 40 pont, 7. hely 36 pont, 8. hely 32 pont, 9. hely 29 pont, 10. hely 26 pont, 11. hely 24 pont, 12. hely 22 pont, 13. hely 20 pont, 14. hely 18 pont 15. hely 16 pont, a továbbiakban 1–1 ponttal kevesebbet adnak egészen a 30. helyig.
telemark = az ugrás után a talajra érkezési stílus, féltérdre ereszkedve érkezik meg; Telemark norvég város nevéből eredeztethető a kifejezés

## Technika
A modern V-technikát a svéd Jan Boklöv dolgozta ki 1985-ben. Az ugrások ezzel kb. 10%-kal lettek hosszabbak, mint a párhuzamos léctartással. A modern síugrásban az aerodinamikának is fontos szerepe van. A versenyzők ezért olyan ruhát viselnek, ami ennek megfelel.
A korábbi technikák közül megemlítendő a kongsberger-technika, amit két norvég síelő, Jacob Thullin Thams és Sigmund Ruud tökéletesített az első világháború alatt. Eszerint a technika szerint a felsőtestet előre kell hajtani, a karokat pedig előrenyújtani a lécek mentén, párhuzamosan. Ennek köszönhetően a világrekord 45–50 méterről 100 méter fölé került. az 1950-es években a svájci Andreas Daescher módosította a kongsbergert, és ez maradt a standard technika a V-stílusig, 1985-ig.
A síelőknek telemark pozícióban kell érinteniük a földet, azaz a síelő egyik lába a másik előtt kell legyen, és a másik térdét be kell hajlítania; ez az úgynevezett támadóállás. A stílus pontozásánál ezt is értékelik.

## Népszerűség
A síugrás elsősorban Skandináviában és Közép-Európában számít népszerű sportágnak. A legtöbb világklasszis síugró ezekből a régiókból vagy Japánból kerül ki. A legeredményesebb nemzetek közé tartozik Finnország, Norvégia, Németország és Ausztria, bár más országokból is akadnak sikeres versenyzők. A sport egyik legnagyobb tömegeket vonzó eseménye a Négysáncverseny, amelyet Németországban és Ausztriában rendeznek meg négy különböző sáncon, általában az újév környékén.
Emellett léteznek úgynevezett sírepülő versenyek is, amelyeket különösen nagy sáncokon tartanak – ilyen például a szlovéniai Planica vagy az ausztriai Kulm, Bad Mitterndorfban. A jelenlegi világrekordot Domen Prevc állította fel 2025. március 5-én Planicán, 254,5 méteres ugrásával.

## Világrekordok
A síugrás azon sportágak egyike, ahol a rendezők mindent megtesznek a világ valamint sáncrekordok elérése ellen. Teszik ezt a versenyzők egészsége érdekében. A veszélyes ugrások elkerülése érdekében változtatják meg a nekifutási távolságot. Világcsúcs illetve sáncrekord elérése és a sorozat befejezése esetén mindig megteszik ezt.
- Első világrekordként, a norvég Sondre Nordheim 18,5 méteres ugrását jegyezték meg. Az etalon távolságot 1868-ban mérték
- 11 évet (1879) kellett várni a 20 méteres álomhatár eléréséig. Az új csúcsot szintén norvég versenyző, Olaf Haugann jegyzi.
- 34 évvel  később (1913) Ragnar Omtvedt lépi túl az 50-métert.
- 1936. március 15-én az osztrák Josef Bradl elsőként repül 100 méternél messzebbre (101 méter).
- 31 évvel később 1967. február 11-én sikerült először 150 métert ugrani a norvég Lars Grini-nek.
- Csak 27 évet kellett várni a 200 méter eléréséhez. 1994. március 17-én Planicán[1] a finn Toni Nieminen 203 méterre repült. Ez volt a 77. világrekord. A 76. néhány perccel korábban született, a 196 métert ugró osztrák Martin Höllwarth-nak nem sok idő jutott ünneplésre.
- A 20. század utolsó világcsúcsát az osztrák Andreas Goldberger állította fel. 2000. március 19-én Planicán 225 métert ugrott.[2]

### A 21. század világrekordjai
- 2003. március 20. Matti Hautamäki, finn 227,5 méter
- 2003. március 22. Matti Hautamäki, finn 228,5 méter
- 2003. március 23. Matti Hautamäki, finn 231 méter
- Csúcseső 2005. március 20. Planica[3]
  - Bjørn Einar Romøren, norvég 234 méter
  - Matti Hautamäki, finn 235 méter
  - Bjørn Einar Romøren, norvég 239 méter
- Csúcsjavítások Vikersund-ban. Az újjáépített pályán, az első edzésen[4] a norvég Evensen megjavította honfitársa, Romøren hatéves világcsúcsát. A második edzésen az osztrák Martin Koch két és fél méterrel (241,5) szintén túlszárnyalta a 2005-ben datált csúcsot. A selejtezőben Evensen további három és fél métert javított néhány órás rekordján. A korábbi világcsúcstartó "betlizett" és nem jutott az ötven legjobb versenyző közé.
  - 2011. február 11. Johan Remen Evensen, norvég, 243 méter
  - 2011. február 11. Johan Remen Evensen, 246,5 méter
- Négy évvel a Johan Remen Evensen által ugrott világcsúcsok után ismételten sikerült világrekordot javítani a norvégiai Vikersundban. A sportág történetében először sikerült elérnie valakinek a 250 métert. A szlovén Peter Prevc 2015. február 13-án tudta elérni elsőként ezt a bűvös határt és ezzel 10 év után elvette a világcsúcsot Norvégiától. Azonban Prevc rekordja nem élt túl sokáig, hiszen egy nappal később 2015. február 14-én a norvég Anders Fannemel visszaszerezte hazájának a világrekordot egy 251,5 méteres ugrással. 2017-ben március 18-án néhány percen belül ugrott csúcsot Robert Johansson, majd Stefan Kraft. Utóbbi rekordja 8 évig élt, mert 2025. március 30-án Domen Prevc a planicai sáncon repült 254,5 méterig.
  - 2015. február 13. Peter Prevc, szlovén 250 méter
  - 2015. február 14. Anders Fannemel, norvég 251,5 méter
  - 2017. március 18. Robert Johansson, norvég 252 méter
  - 2017. március 18. Stefan Kraft, osztrák 253,5 méter
  - 2025. március 30. Domen Prevc, szlovén 254,5 méter

## Olimpiák
A síugrás 1924 óta része az olimpiai programnak. 1960-ig váltakozó méretű sáncokon bonyolították le, 1964-től külön rendeznek nagy és normál sáncugrást, az 1988-as olimpia óta csapatversenyeket is tartanak. 2014-től női síugróverseny is van.

## Síugró-világkupa
| - Klingenthal, Németország - Kuusamo, Finnország - Lillehammer, Norvégia - Nyizsnyij Tagil, Oroszország - Engelberg, Svájc - Oberstdorf, Németország (Négy sánc-verseny) - Garmisch-Partenkirchen, Németország (Négy sánc-verseny) - Innsbruck, Ausztria (Négy sánc-verseny) - Bischofshofen, Ausztria (Négy sánc-verseny) - Tauplitz/Bad Mittendorf, Ausztria - Wisla, Lengyelország | - Zakopane, Lengyelország - Szapporo, Japán - Willingen, Németország - Titisee Neustadt, Németország - Vikersund, Norvégia - Lahti, Finnország - Kuopio, Finnország - Trondheim, Norvégia - Oslo, Norvégia - Planica, Szlovénia |

## Jegyzett síugrók

### Korábbi világbajnokok
| - Per Bergerud (Norvégia) - Sepp Bradl (Ausztria) - Espen Bredesen (Norvégia) - Andreas Daescher (Svájc) - Matjaž Debelak (Jugoszlávia) - Christof Duffner (Németország) - Andreas Felder (Ausztria) - Kazujosi Funaki (Japán) - Andreas Goldberger (Ausztria) - Lars Grini (Norvégia) - Sven Hannawald (Németország) - Anton Innauer (Ausztria) - František Jež (Csehország) - Veikko Kankkonen (Finnország) - Armin Kogler (Ausztria) - Florian Liegl (Ausztria) - Jiří Malec (Csehszlovákia) - Toni Nieminen (Finnország) - Martin Schmitt (Németország) | - Ari-Pekka Nikkola (Finnország) - Matti Nykänen (Finnország) - Jiří Parma (Csehország) - Franci Petek (Szlovénia) - Pavel Ploc (Csehország) - Jari Puikkonen (Finnország) - Jiří Raška (Csehszlovákia) - Helmut Recknagel (NDK) - Birger Ruud (Norvégia) - Jaroslav Sakala (Csehország) - Jani Soininen (Finnország) - Walter Steiner (Svájc) - Dieter Thoma (NSZK) - Primož Ulaga (Szlovénia) - Ernst Vettori (Ausztria) - Jens Weissflog (NDK/Németország) - Bjørn Wirkola (Norvégia) - Wolfgang Loitzl (Ausztria) - Thomas Morgenstern (Ausztria) |

### Aktív világklasszisok
| Férfiak: - Simon Ammann (Svájc) - Janne Ahonen (Finnország) - Anders Jacobsen (Norvégia) - Anders Bardal (Norvégia) - Jakub Janda (Csehország) - Kaszai Noriaki (Japán) - Andreas Kofler (Ausztria) - Severin Freund (Németország) - Peter Prevc (Szlovénia) - Gregor Schlierenzauer (Ausztria) - Stefan Kraft (Ausztria) - Kamil Stoch (Lengyelország) - Anders Fannemel (Norvégia) - Roman Koudelka (Csehország) - Robert Kranjec (Szlovénia) | Nők: - Sarah Hendrickson (USA) - Daniela Iraschko-Stolz (Ausztria) - Takanasi Szara (Japán) - Lindsey Van (USA) - Anette Sagen (Norvégia) - Coline Mattel (Franciaország) - Elena Runggaldier (Olaszország) - Evelyn Insam (Olaszország) - Jacqueline Seifriedsberger (Ausztria) - Carina Vogt (Németország) - Irina Avvakumova (Oroszország) - Ito Yuki (Japán) - Spela Rogelj (Szlovénia) - Nita Englund (USA) - Katja Pozun (Szlovénia) |

## Magyar fejezet
Az első hazai síugrósáncot 1919-ben adták át a Normafánál. Itt folyamatosan az 1990-es évekig volt sísánc, utóbb egy 20 m-es és egy 40 m-es. A 40 m-es műanyag borítású volt, és nyáron nemzetközi versenyeket is rendeztek rajta. A sportközpontot – privatizációja után – szállodává alakították, a sáncot lebontották.
Később épült a Mátrában (Galyatető, Mátraháza) és Sopronban valamint Pécsett is. A sportág a nyolcvanas évek végére leépült, az utolsó magyar bajnokságot 1989-ben tartották. 2009-ben csak Kőszegen található sánc és működő szakosztály. Több korosztályban magyar bajnokságot is rendeztek. Haladnak a korral, már a lányoknak is rendeztek bajnokságot. 

### Régi idők bajnokai
- Haberl Aladár[5] (Budapest, 1898. február 9. – 1990. május 19.) Egyes krónikák szerint 1921-ben ő nyerte az első magyar bajnokságot, annak ellenére, hogy ebben az időben a sízés még nem szakosodott. A versenyszám két stációból, futásból és ugrásból állt. Az első téli olimpia egyik magyar részvevője volt 1924-ben Chamonixban. 92 éves korában gyilkosság áldozata lett.
- Szepes Béla. A legsokoldalúbb magyarok egyike. 1928-ban az olimpián ezüstérmet szerzett gerelyhajításban. A síugrás mellett északi összetettben is nyert magyar bajnokságot. Bábáskodott – forgatókönyvíróként és segédrendezőként – több magyar film születésénél. Elismert képzőművész, egykoron a Képes Sport hetilap szerkesztője volt. Felesége a hozzá hasonlóan sokoldalú Szepes Mária volt.
- Ványa Pál Hétszeres magyar bajnok. Első és utolsó győzelme között 12 év telt el.
- Darabos Sándor (1914. február 6. – 1992. november 2.) Négyszeres magyar bajnok. 1942-től edző, 1952-ben mesteredző minősítést kapott. Foglalkozott a sízés történetével. Több publikációja is megjelent, többek között a Népsport hasábjain.
- Mező Bertalan (1930. február 4.) Ötszörös magyar bajnok, testnevelő tanár. 1957-től Kanadában él. Tagja volt a Torontói Ski Clubnak, ugyanitt edzőként is tevékenykedett.

### Dózsa Tibor
1959. január 11-én nemzetközi síugró versenyt rendeztek Mátraházán. A rossz hóviszonyok miatt a versenyzők, az éppen ott – Laky Károly vezetésével – táborozó vízilabda-válogatott segítségével hordták a havat a sáncra. Pihentetőül fociztak a közelben lévő teniszpályán. A Népsport január 8.-i, csütörtöki számában Szabó András tudósított az előző napi edzésről. Hiányolta Dózsa Tibort, az egyik legjobb formában lévő versenyzőt. Edzője Hemrik Ferenc tájékoztatása szerint focizás közben megsérült, ez az oka az edzés kihagyásának. A pénteki tudósításban nem esett szó a versenyzőről, vasárnap viszont arról tudósít, hogy a január 8.-i, csütörtöki edzésen megsérült és ez sporttársait lelkileg nagyon megviseli. A hétfői számban a versenyről szóló beszámoló olvasható, valamint egy tőmondatban Dózsa Tibor állapotáról szóló egyre rosszabb hírekről számolnak be. A teljes évfolyamot átlapozva sem találtunk további információt.
A versenyt az NDK-s Panchold (62; 68 /sáncrekord; 221) nyerte, Kiss Endre holtversenyben a 7-8.; Csávás László a 9. helyen végzett.
Dózsa Tibor néhány hónappal később az Amerikai úti klinikán elhunyt. Óbudán helyezték örök nyugalomra, Kárpáti Rudolf többszörös olimpiai bajnok búcsúztatta.
27 évet élt.
Dózsa Tibor emlékverseny
A 28 éves korában meghalt sportemberre minden évben versennyel emlékeztek. Első alkalommal 1960. január 24-én mérték össze tudásukat az egykori versenyzőtársak. Részletek a Népsport tudósításból.
A jól előkészített, gyors pályán már az előkészületek során szinte "szórták" a hatvan méter feletti ugrásokat a versenyzők. A legnagyobb esélyes Csávás László volt, aki az edzéseken 68 méterig jutott. Az előjelek ismeretében a zsűri elővigyázatos volt és tizenkét méterrel megrövidítette a nekifutót. A túlzott óvatosság hatvan alatti távolságokat eredményezett, így a második sorozat előtt nyolc, a harmadik előtt pedig másfél méterrel hosszabbították meg a kezdő szakaszt. A nagyszerűen sikerült versenyt a kiegyensúlyozott teljesítményt nyújtó Dózsás Kiss Endre (57; 62,5; 63; 301,5) nyerte. Fél ponttal maradt le az egykori klubtárs Csávás István, aki 67 méterre javította, a Galgóczi Tamás és a bátyja által tartott 63,5 méteres sáncrekordot. Csávás László az első két sorozat után vezetett, de a harmadik 62,5 méteres ugrását nem tudta "megfogni", így a harmadik helyre csúszott vissza. A versenyen Kiss Gyula, az Előre – kicsit szertelen – versenyzője ugrásközben "elhagyta" az egyik sílécét. Egy lábas érkezését komolyabb sérülés nélkül megúszta.

### Négysáncverseny
Négy síugróverseny összefoglaló neve. Minden évben (1952 óta) Németországban és Ausztriában rendezik meg december vége és január eleje között. Sorban a helyszínek: Oberstdorf, Garmisch-Partenkirchen, Innsbruck és Bischofshofen. A magyar síugrók 1961-ben indultak először ezen a klasszikus sorozaton. A legjobb eredményeink: Összetettben 1962-ben Csávás László a 29. helyen végzett. 1963-ban Gellér László Innsbruckban a 16. helyet szerezte meg, alig 2-3 méterrel elmaradva a dobogósoktól. 1981-ben Fischer László 19. lett.

### Magyarok a világkupán
| - Csávás László - Fischer László - Fogarasí Róbert - Gellér Gábor - Gellér László - Gellér Mihály | - Hényel Gyula - Horváth János - Kelemen Zoltán - Kiss Endre - Lovas Miklós | - Pálinkás Viktor - Sudár Tamás - Szalai Mihály - Tóth István - Zámbó Antal |

### Múltidéző
- A 139 méteres magyar rekordot Gellér László ugrotta a kulmi sáncon.
- Sudár Tamás 1965. január 19-én a "Három-sánc" verseny keretében a Semmeringen, 75 méterrel pályacsúcsot ért el. Az összesítésben 615 ponttal a 6. helyen végzett.
- 1965. március 21-én 145 méterrel az NDK-s Peter Lesser új világcsúcsot állított fel. /A "sírepülő hét" sorozat keretében megrendezett kulmi versenyen három magyar síugró is indult. Legjobb ugrásaik: Gellér László (137), Sudár Tamás (100) és Csávás László (97) méter volt./
- 1965 januárjában az újjáépített mátraházi sánc összedőlt. A helyreállítást rekord gyorsasággal a versenyzők végezték el, némi honvédségi segítséggel. Így meg tudták rendezni a hagyományos Dózsa Tibor emlékversenyt. A győztes a Gellér dinasztia új reménysége, bátyját Lászlót megelőzve, a 17 éves Mihály volt.
- 1974 augusztusában, a MOM által rendezett "Alkotmány Kupában", rajthoz álltak a Gvardia versenyzői is, élükön Wojciech Fortunával, az 1972-es olimpia bajnokával. Szoros küzdelem alakult ki Fortuna valamint Molnár Gyula és Zámbó Antal között. Meglepetésre az olimpiai bajnok csak második lett, Molnár mögött. A harmadik helyen Zámbó végzett.[7]
- 1986-ban Fischer László a világkupán, Lake Placid-ben pontszerző, 12. helyen; ugyanezen a versenysorozaton 1984-ben Oberstdorfban a 19. helyen végzett.
- Fisher László 1987-ben a Calgary-előolimpián a 22. helyen végzett. Az olimpiára ennek ellenére sem utazhatott el.
- Két családi dinasztia 63 bajnokságot nyert síugrás és északi összetett szakágakban. Ebből a Gellér fivérek 46, a Csávás fivérek 17-et birtokolnak.[8]